# Simmeringer Haide
Simmeringer Haide (også kaldet Simmeringer Had) er et landskab i 11. bydel i Wien Simmering. Det omfatter det lavtbeliggende del mellem Donaukanal og det nedre af Schwechat og udgør det topografisk lavest beliggende punkt i Wien.

## Historie
Det store flade område med sin noget ufrugtbare jord var i middelalderen stort set dækket af skov. Under den første tyrkiske belejring af Wien i år 1529 blev området brugt som teltlejr af tyrkerne og blev ellers brugt som overdrev. Senere tjente området primært som øvelsesområde for militæret. Her øvede man især skud, også med kanoner, hvoraf gadenavnet Schusslinie kommer. Ydermere brugtes en del af området regelmæssigt til hestevæddeløb.
I år 1909 blev den første lufthavn i Wien åbnet på området. Her lavede blandt andre den franske pilot Louis Blériot fremvisninger for 300.000 tilskuere, hvoraf også Kejser Franz Joseph I kan tælles. Endnu i dag erindrer gaden Bleriotgasse om dette. 
48°10′N 16°26′Ø / 48.167°N 16.433°Ø